# 杁
杁または圦（いり）とは、堤防や土手などに設けられた樋（樋門）のある場所を意味する漢字（国字）。「圦樋（いりひ）」の略語とされる場合があり、「圦」の一字で「いりひ」と読んだケースも存在する。狭義には用水を取水するための樋門のみを意味するが、広義には悪水を排出するための樋門（吐樋、はけひ）の意味を含む。

## 歴史

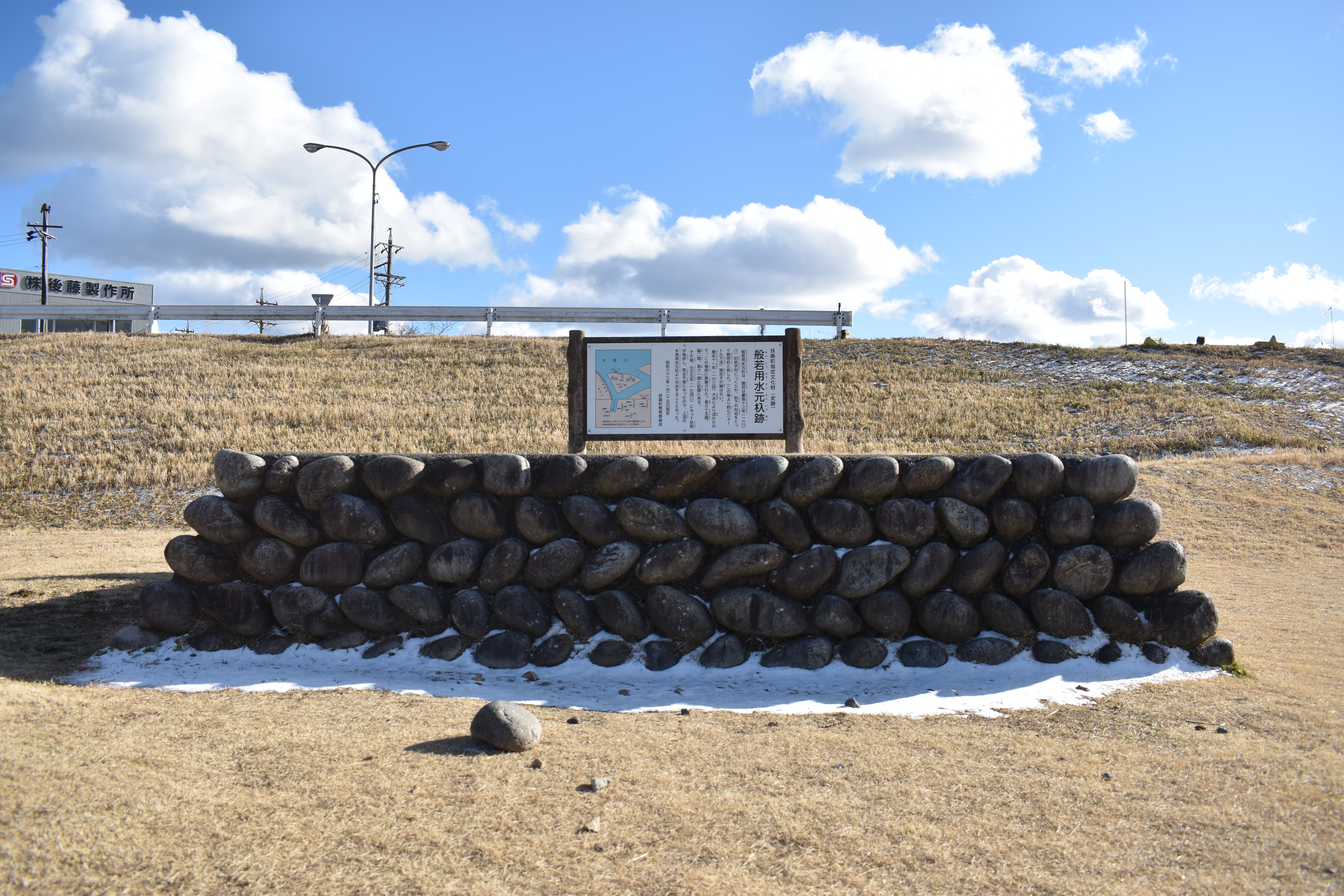
最古の元杁「般若杁」の跡地に設けられた般若用水元杁跡（愛知県丹羽郡扶桑町）

「杁」は尾張国で生まれた方言字である。江戸時代の1608年（慶長13年）に木曽川左岸に御囲堤が建造されると尾張国では用水確保が困難になることが予想されたため、木曽川に灌漑用の堰を設けて用水の取水が行われるようになる。この際に御囲堤に設けられた樋を「水を入れる」ことから方言で「いり」と呼び、しばしば国字作製で用いられた手法から訓を持つ「入」を旁として、意味範疇を表す部首として樋が木造であったこともあり「樋」や「楲」の木偏を組み合わせた字があてられたものと考えられる。
現存する史料で確認できる「杁」の最古の用例は、1609年（慶長14年）の尾張藩の文書である。尾張国東部や隣接する三河国は丘陵地が多いため用水の需要が高く、河川だけでなく溜池からの樋門も「杁」と呼んだことから尾張国と周辺の三河国・美濃国などで「杁」の字が広く使用された。
一方で「圦」の最古の用例は、1666年（寛文6年）に江戸幕府が発した『御勘定所下知状』が挙げられる。「杁」の字の誕生よりも後年に「堰（いせき）」の土偏に改められたものと考えられ、江戸幕府が「圦」の字を公用したためお膝元の武蔵国や幕府の影響力が強かった三河国などでは広く使用され、当時の辞書類にも「圦」の字で収録されたことから一般的に定着していたものと考えらえる。「杁」が定着していた尾張国でも1720年（享保5年）に尾張藩が「圦」へと変更するように申し渡しを出したが、慣例の変更は容易ではなくその後も「杁」が使われ続けた。

## 字形と読みの変化
| 杁 圦 扖 叺 朳 扒 叭 玐 |

前述のように最初に「杁」が考案され、後に土偏の「圦」へと改められたものと考えられるが、木製の樋を粘土で固めていたため2つ字は同じものを意味しており実質的な意味の差は存在せず、これとは逆に「堰」を「椻」と表記していた例も確認されている。また、「圦」が誕生する以前の史料では、「杁」を手偏のような字で書かれた文書も散見される。さらにごくまれな例として、偏を「王」や「口」としたものもみられる。
また旁についても「入」を「八」のように表記したものが確認されている。「杁」の旁を「八」に変えた「朳」の字は、本来農具「えぶり」を意味する別の漢字だが、古くから「朳」を「杁」と表記することも多く混同されてきた。近代にJISが定められると「杁」と「圦」は第2水準となったが、「朳」は第3水準であったため「杁」で代用されることがさらに増えたと推測される。
現在でも圦樋の機能を有する水門としては
- 篭嶌門樋（旧称・籠嶋圦樋、埼玉県志木市下宗岡4丁目 、志木市指定文化財）
- 北美圦樋（埼玉県志木市中宗岡1丁目、志木市指定文化財）
- 新田圦樋（埼玉県志木市下宗岡4丁目）

といった例が存在するが、多くは樋自体は姿を消しながらも「杁」や「圦」の字が所在地周辺の地名や姓として残された。その読みは歴史的な『いり』『いる』『いりひ』や訛語の『ゆり』などが多いものの、意味から派生した「樋」由来の『どい』や「伏樋」由来の『ふせい』、字形の変化によって字形の似た漢字から「朳」の『えぶり』や「込」の『こみ』といった読みとなっているケースも存在する。

## 現存する地名

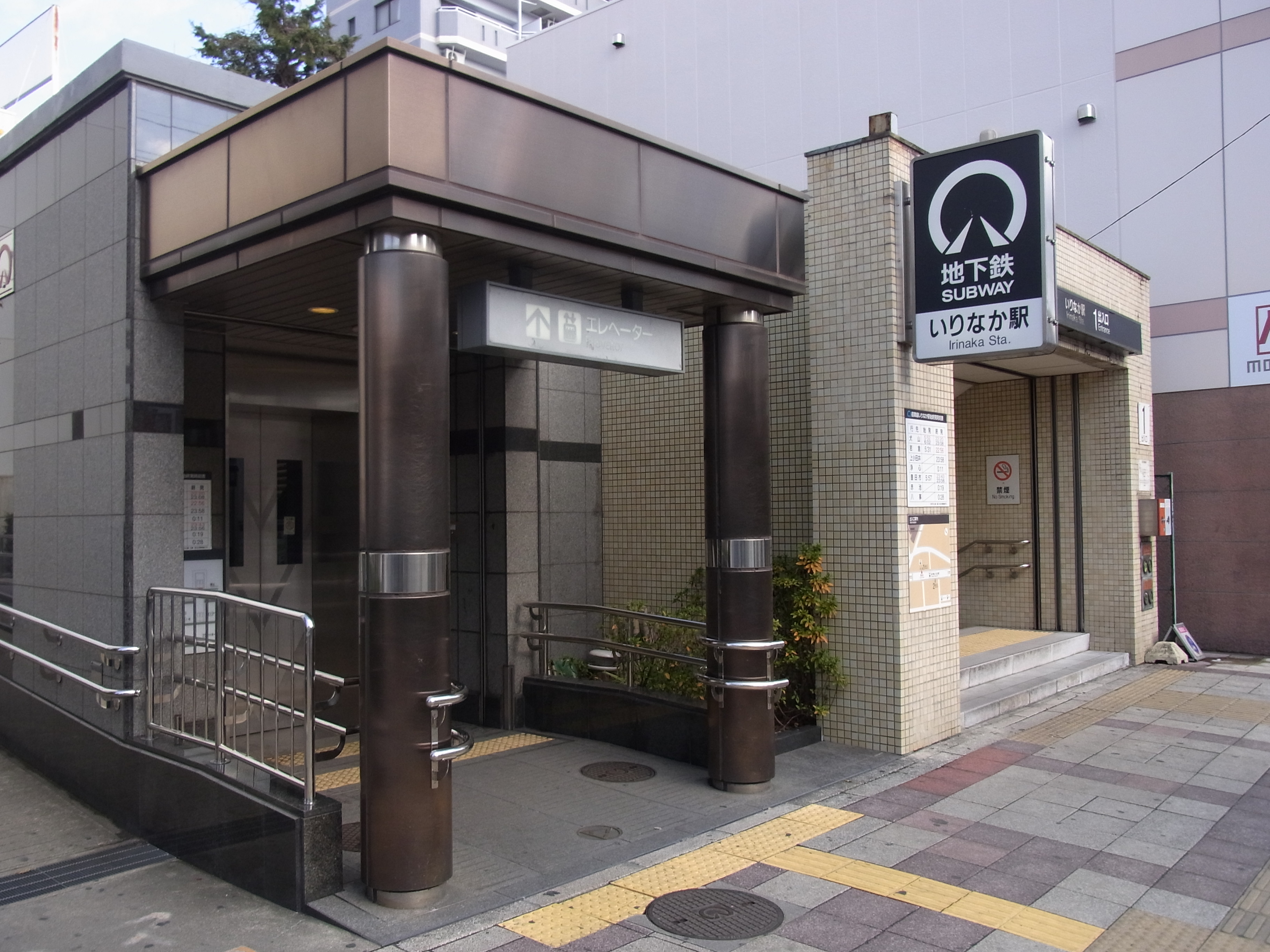
平仮名表記とされた名古屋市営地下鉄鶴舞線の「いりなか駅」（愛知県名古屋市）

「杁」や「圦」が付く地名は、『角川日本地名大辞典 CD-ROM版』（角川書店、2002年）によるとかつては1都10県に存在していたが、『新版 日本分県地図地名総覧』（人文社、2006年）によると現存する地名のほとんどが愛知県内に集中しており、他県では隣接する岐阜県にわずかに残る程度である。
愛知県内の分布は、『愛知県地名集覧』（日本地名学研究所、1969年）によると尾張地方から西三河地方に広くみられ、そのうち「圦」を使用する地名はほとんどが西三河地方に所在している。県内の分布を細かく見ると宮田用水が整備された木曽川沿い、溜池が数多く作られた尾張丘陵に多く、一方で山間部で稲作に適さず用水需要も低かった東三河地方には全く存在しない。
「杁」や「圦」の字はいずれも当用漢字・常用漢字に含まれておらず、「入」や「込」など別の漢字に置き換えられていった事例も散見され、中にはいりなか駅（杁中）のように平仮名表記が採用されたケースも存在する。一方で、二ツ杁駅（名鉄名古屋本線。清須市）や杁ヶ池公園駅（愛知高速交通東部丘陵線（リニモ）。長久手市）のように、「杁」という字をそのまま用いた事例も存在する。